# Kalanchoe rhombopilosa
Kalanchoe rhombopilosa är en fetbladsväxtart som beskrevs av Mannoni och Boiteau. Kalanchoe rhombopilosa ingår i släktet Kalanchoe och familjen fetbladsväxter. Inga underarter finns listade i Catalogue of Life.

## Bildgalleri

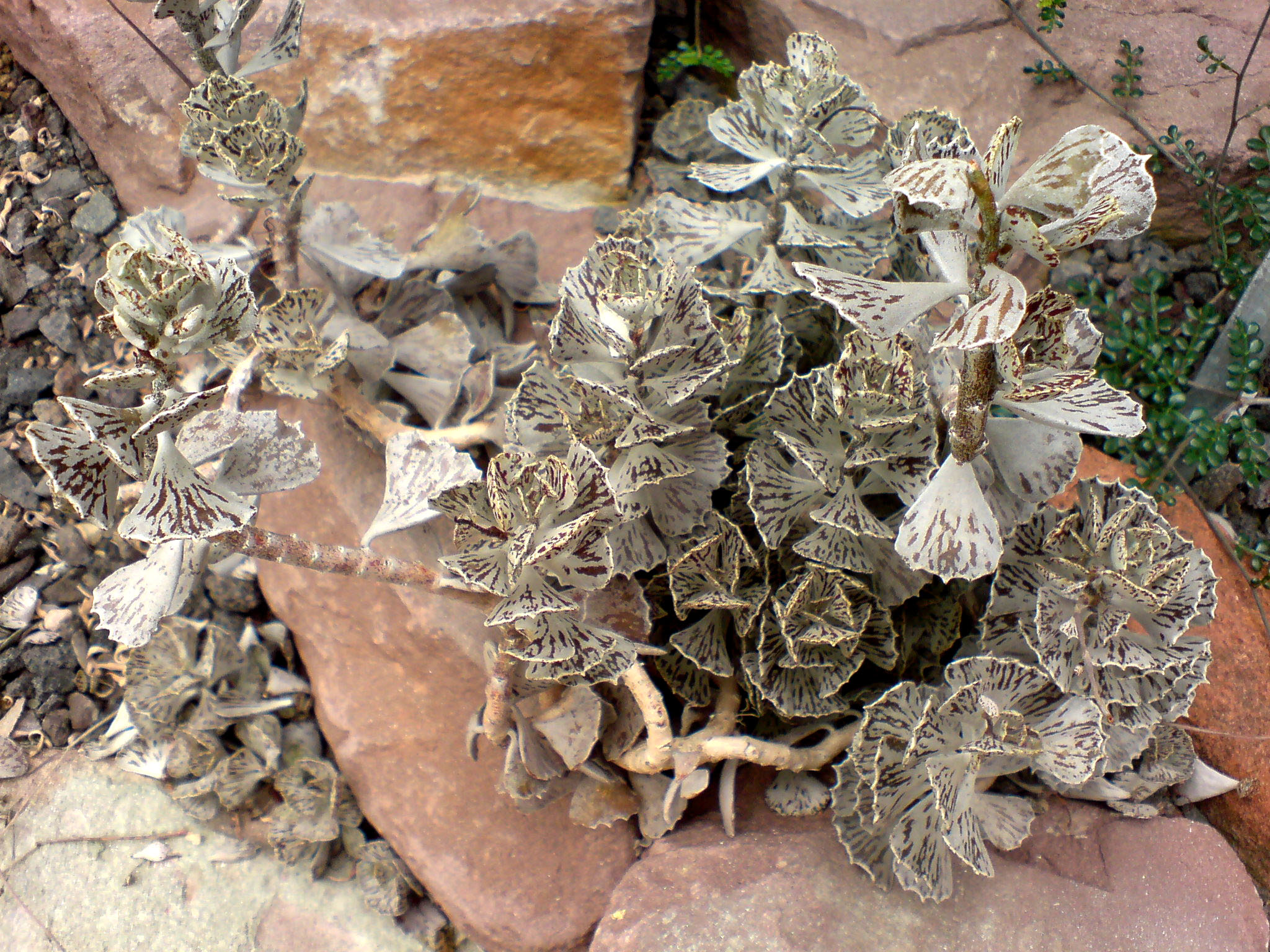
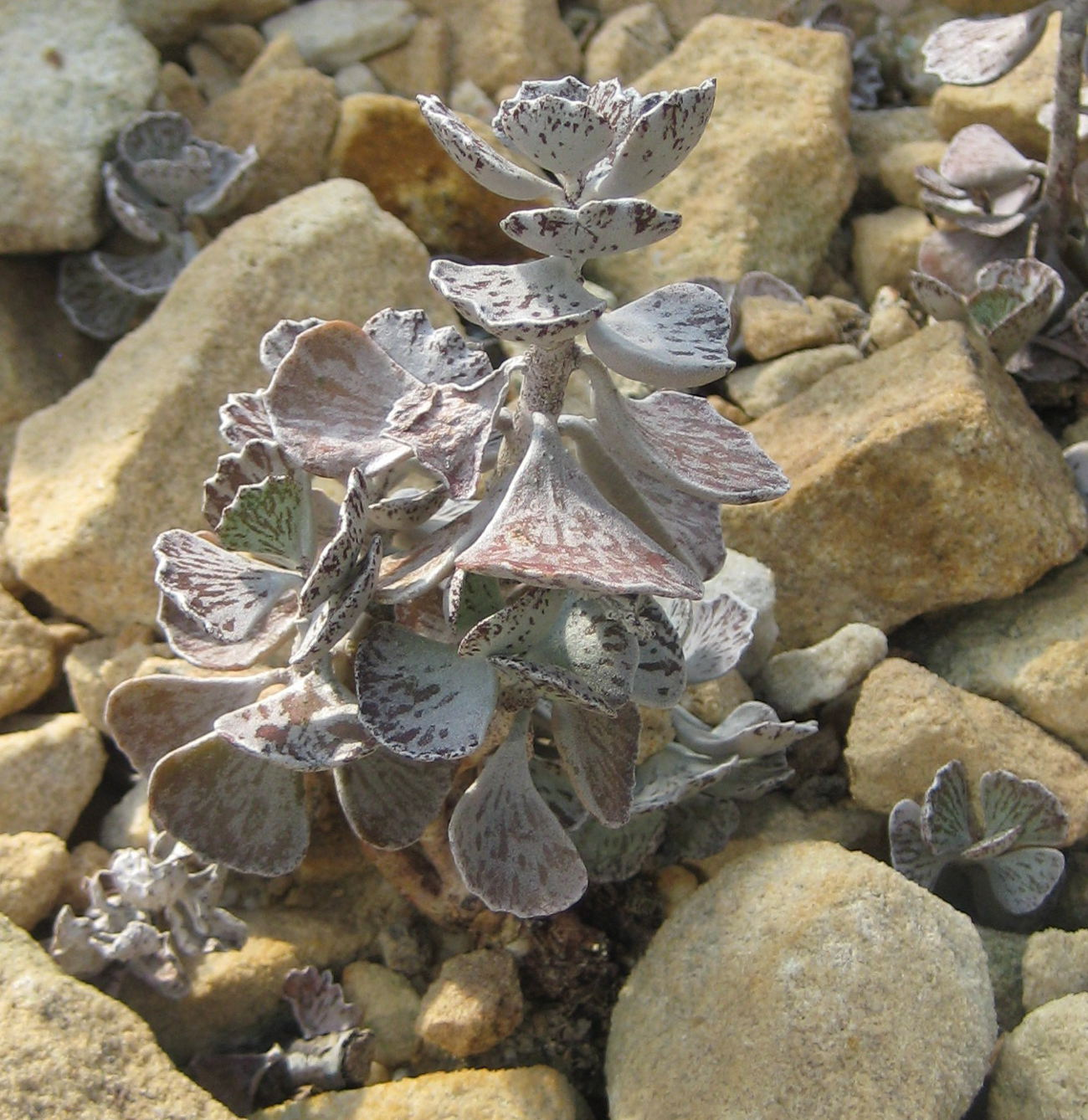
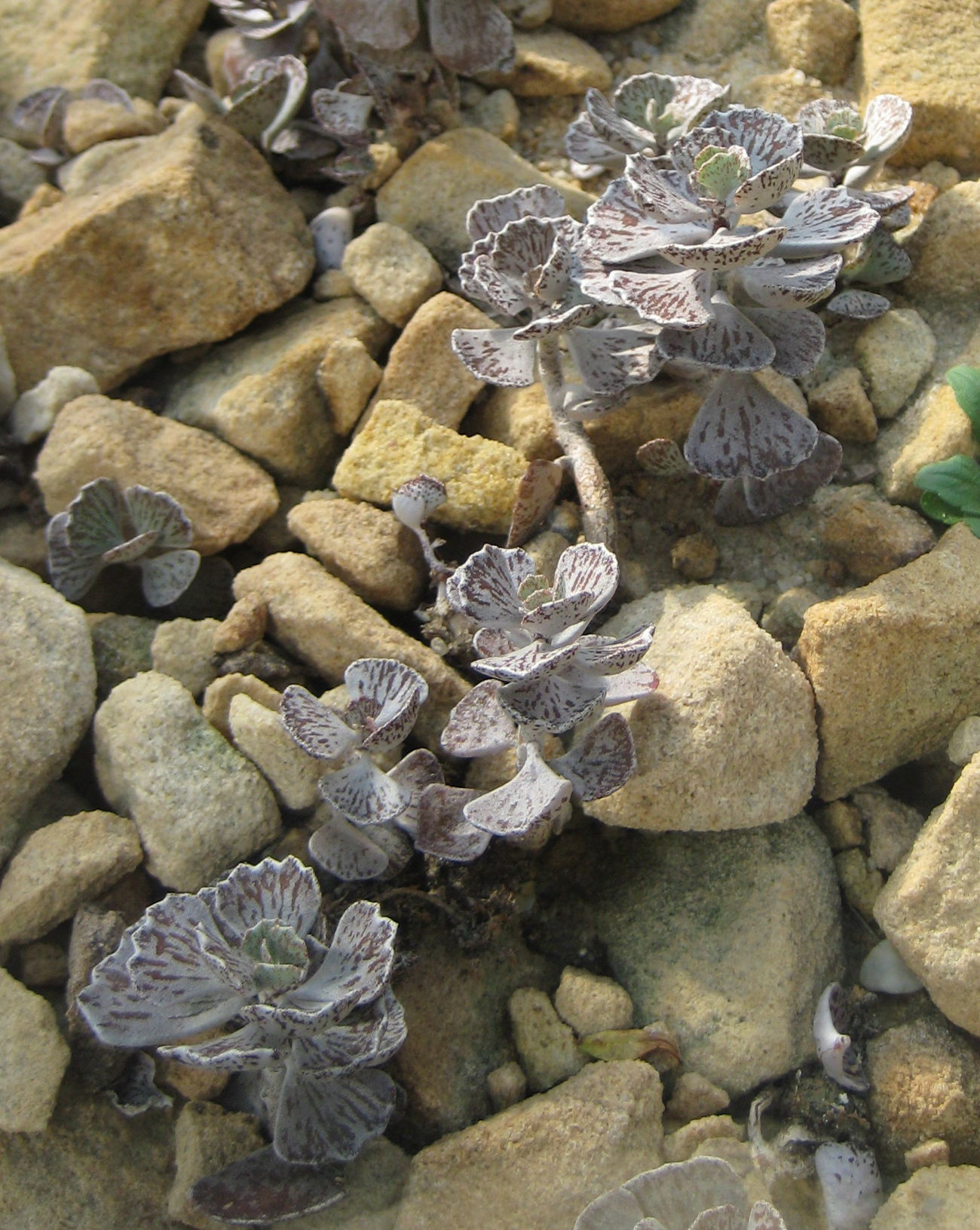
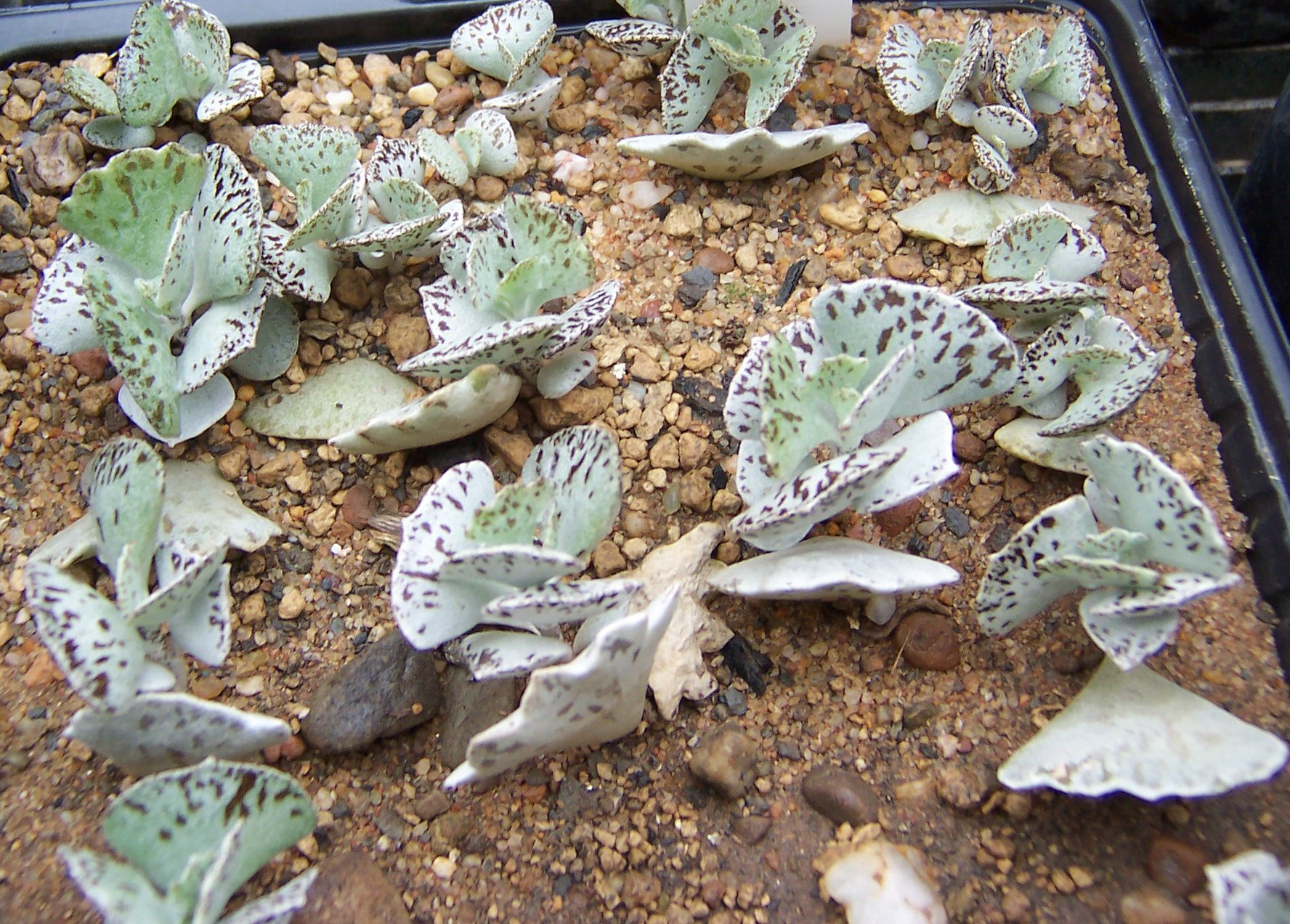